# Самодуровка (Воронежская область)
Самодуровка — село в Поворинском районе Воронежской области.
Административный центр Самодуровского сельского поселения.

## География

### Улицы
- ул. Красная
- ул. Молодёжная
- ул. Октябрьская
- ул. Первомайская
- ул. Советская

## Население
| 2010 |
| ---- |
| 666  |